# La morte di Priamo (Perrault)
La morte di Priamo (La Mort de Priam) è un dipinto a olio su tela del pittore francese Léon Perrault, realizzato nel 1861. L'opera è attualmente conservata alla scuola nazionale superiore di belle arti di Parigi.
Quest'opera venne presentata per il premio di Roma del 1861, che tuttavia venne vinto da Jules Lefebvre con la sua versione dello stesso tema artistico.

## Descrizione
Quest'opera ritrae un episodio della guerra di Troia riportato da Virgilio nel secondo libro dell'Eneide (versi 509-516). Neottolemo, il figlio di Achille, dipinto frontalmente e in stato di nudità, eccetto per il mantello bianco gettato sulla spalla e l'elmo, alza il braccio destro con l'intenzione di uccidere il re Priamo. Con la mano sinistra egli tiene i capelli del re per sollevarne il capo e prepararlo a ricevere il colpo fatale, che sta per essere sferrato dalla spada nella mano destra. Priamo si trova mezzo sdraiato davanti all'altare di Zeus, in una posa che richiama il Laocoonte del museo Pio-Clementino, mentre sullo sfondo la città di Troia è in preda alle fiamme. Nella parte sinistra della tela giace il cadavere di uno dei figli di Priamo, Polite, che Neottolemo ha ucciso sotto gli occhi del sovrano. A destra, in secondo piano, la famiglia di Priamo prorompe in lamenti e la regina Ecuba getta un ultimo sguardo di terrore verso il proprio sposo.